# Bakun
Bakun es un municipio filipino de tercera categoría perteneciente a  la provincia de Benguet en la Región Administrativa de La Cordillera, también denominada Región CAR.

## Geografía
Tiene una extensión superficial de 286.91 km² y según el censo del 2007, contaba con una población de 12.137 habitantes y 2.346 hogares; 13.587 habitantes el día primero de mayo de 2010

### Barangayes
Bakun se divide administrativamente en 7 barangayes o barrios, todos de carácter rural.
| - Ampusongan - Bagu | - Dalipey - Gambang | - Kayapa - Población (Central) | - Sinacbat |

## Historia
Durante el período español, Bakun fue una ranchería de la Comandancia Político-Militar de Amburayan mientras el barangay de Ampusongan pertenecía a la Comandancia Político Militar de Tiagan, Distrito de Benguet.
En 1900, durante la ocupación norteamericana Bakun estaba incluido en la provincia de Amburayan, mientras que Ampusongan pertenecía a Benguet.
Ocho años más tarde ambos municipios pasa a integrar la subprovincia de Benguet en la provincia de montaña, dividida en  varias subprovincias: Apayao, Kalinga, Bontoc, Ifugao, Benguet, Lepanto y Amburayan.
En 1917, la Oficina de las tribus no cristianas recomienda que la frontera occidental de la provincia de La Montaña  se desplace hacia el este, pasando parte de los términos de Amburayan, Benguet y Lepanto a las provincias de Ilocos Sur y La Unión.
En 1937 se produce la fusión de los municipios de Ampusongan y Bakun.